# Sänkningsreaktion

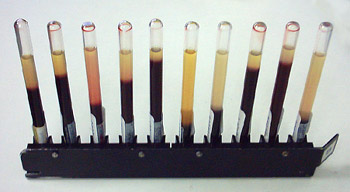
Ett ställ med tio provrör med blod för SR-analys. SR motsvarar höjden (mätt i mm) av den färglösa delen högst upp i röret efter en timme.

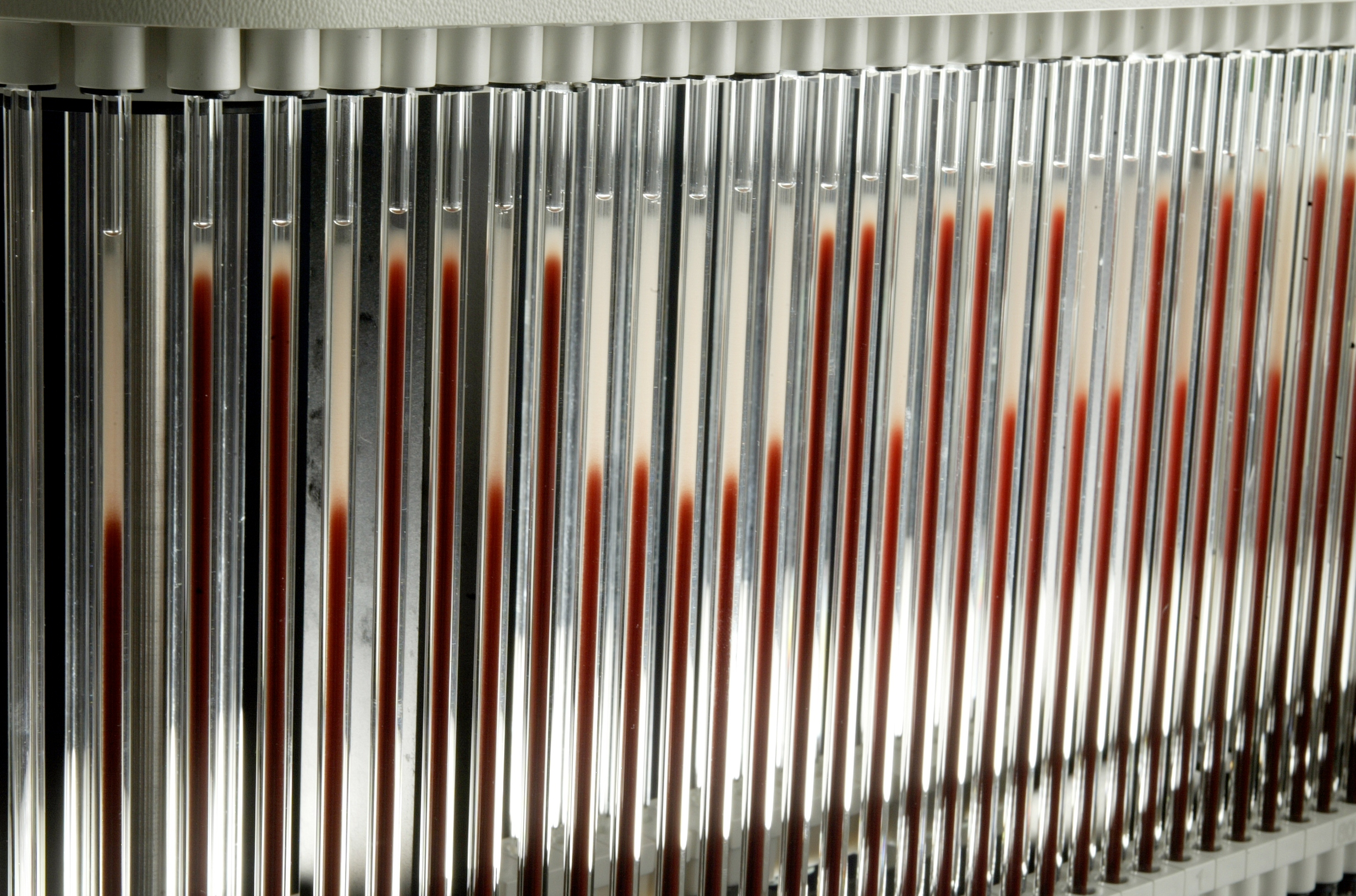
Automatisk SR-mätare.

Sänkningsreaktion (SR), vanligen sänka, är ett test som utförs på blod för att finna tecken på kronisk inflammation eller annan sjukdom. Testet mäter hur snabbt de röda blodkropparna sjunker när blodet får stå i ett rör med ett tillsatt antikoagulans, vanligen citrat. Den plasmapelare som då uppstår mäts i millimeter efter en timmes sedimentation och utgör sänkningsvärdet. Värdet anges i enheten millimeter per timme (mm/h). Ett SR-värde under 20 mm/h kan i allmänhet anses vara ett normalt värde. Normalvärdet är könsberoende och stiger med ökande ålder samt vid graviditet.

## Reaktionen
Hur snabbt blodkropparna sjunker beror på deras tendens till så kallad myntrullebildning, vilken avgörs av deras konformation och blodets plasmainnehåll (speciellt påverkar immunoglobulin och fibrinogen). Om plasman är rik på inflammatoriska proteiner (akutfasreaktanter), ökar myntrullebildningen och därmed även sänkan. Transportproteiner som albumin utövar motsatt effekt. M-komponent är en orsak till förhöjt SR. Kraftigt förhöjt värde, över 100 mm/h, beror vanligen på infektion, men kan ha andra förklaringar som malignitet eller njursjukdom.

## Snabbsänka
En akut inflammation syns inte nämnvärt på sänkningsreaktionen, eftersom omsättningen av plasmaproteiner tar ett par dagar. Om akut inflammation misstänks, utgör CRP-prov ("snabbsänka"), en bättre markör för detta. CRP mäter ett protein som snabbt bildas vid inflammation, och har trots populärnamnet alltså inte med den långsammare sänkningsreaktionen att göra.

## Historia
Sänkningsreaktionens samband med den allmänna hälsan noterades först 1897 av den polske läkaren Edmund Biernacki och har på engelska kallats "the Biernacki Reaction". Dess princip beskrevs ursprungligen av Robin Fåhræus, vilket torde förklara att provet används oftare i Sverige än i andra länder. Laboratorier använder huvudsakligen den metod för att mäta sänkan som först beskrevs av Alf Westergren, men även en metod beskriven av Maxwell Wintrobe.